# Kaliwungu (plaats in Semarang)
Kaliwungu is een bestuurslaag in het regentschap Semarang van de provincie Midden-Java, Indonesië. Kaliwungu telt 4623 inwoners (volkstelling 2010).